# Ултиматумът на Борн
 Тази статия е за романа на Робърт Лъдлъм.  За филма вижте Ултиматумът на Борн (филм).  
„Ултиматумът на Борн“ (на английски: The Bourne Ultimatum) е шпионски роман на американския писател Робърт Лъдлъм, издаден през 1990 година.
Това е третата книга от поредицата за Борн и продължение на романа от 1986 година „Превъзходството на Борн“. В нея главният герой Борн, бивш шпионин, продължава да търси информация за миналото си, което е забравил, като в същото време е преследван от мистериозната организация, за която е работил в миналото.
Романът е филмиран през 2007 година от Пол Грийнграс под същото заглавие.